# Paraberzeliïta
La paraberzeliïta és un mineral de la classe dels fosfats que pertany al grup de l'al·luaudita.

## Característiques
La paraberzeliïta és un arsenat de fórmula química NaCa₂Mg₂(AsO₄)₃. Va ser aprovada com a espècie vàlida per l'Associació Mineralògica Internacional l'any 2018, sent publicada l'any 2022. Cristal·litza en el sistema monoclínic. La seva duresa a l'escala de Mohs és 3,5.
L'exemplar que va servir per a determinar l'espècie, el que es coneix com a material tipus, es troba conservat a les col·leccions del Museu Mineralògic Fersmann, de l'Acadèmia de Ciències de Rússia, a Moscou (Rússia), amb el número de registre: 5067/1.

## Formació i jaciments
Va ser descoberta a la fumarola Arsenàtnaia, situada al volcà Tolbàtxik (Krai de Kamtxatka, Rússia), on es troba en forma de cristalls prismàtics de mida submil·limètrica, sovint formant agregats. Aquest indret és l'únic a tot el planeta on ha estat descrita aquesta espècie mineral.